# Mission civile d'observation de l'Union européenne dans les Balkans
La mission civile d'observation dans les Balkans est une mission civile de l'Union européenne menée entre décembre 2000 et décembre 2007 dans les Balkans.

## Organisation

### Chef de mission
La mission a été dirigée successivement par l'Irlandais Antóin Mac Unfraidh et la Française Maryse Daviet.

### Personnel
La mission a compté jusqu'à 120 observateurs (des militaires non armés) et 75 personnels locaux.

### Siège et étendue
Le siège de la mission se trouvait à Sarajevo. Son mandat couvrait l'Albanie, la Bosnie-Herzégovine, la Macédoine et la Serbie (dont le Kosovo).

## Sources